# 耶律伯坚
耶律伯坚，字寿之，元朝契丹人，定居桓州（今内蒙古自治区正蓝旗西北）。
耶律伯坚为人豪侠，喜欢与名士交游。他被荐举为官，担任工部主事。元世祖至元九年（1272年），转任保定路清苑县尹。任内，建言大司农司，要妥善解决徐水之害，使县民受益。又承接民诉，禁权贵截县西塘水为磨，令决水注田而利民，灌溉田地一个多月才得堰水置磨，作为定制。州府赋役重于他县，一定到府衙力争，宁得罪于上，不可得罪于下。清苑县之地当南北要冲，每年为亲王大官兴建供帐，耶律伯坚建筑公馆取代供帐，兴建供帐之弊于是停止。他在清苑四年，受民拥戴，百姓立石以领其德。不久，擢升为恩州同知。